# Plamena Mangova

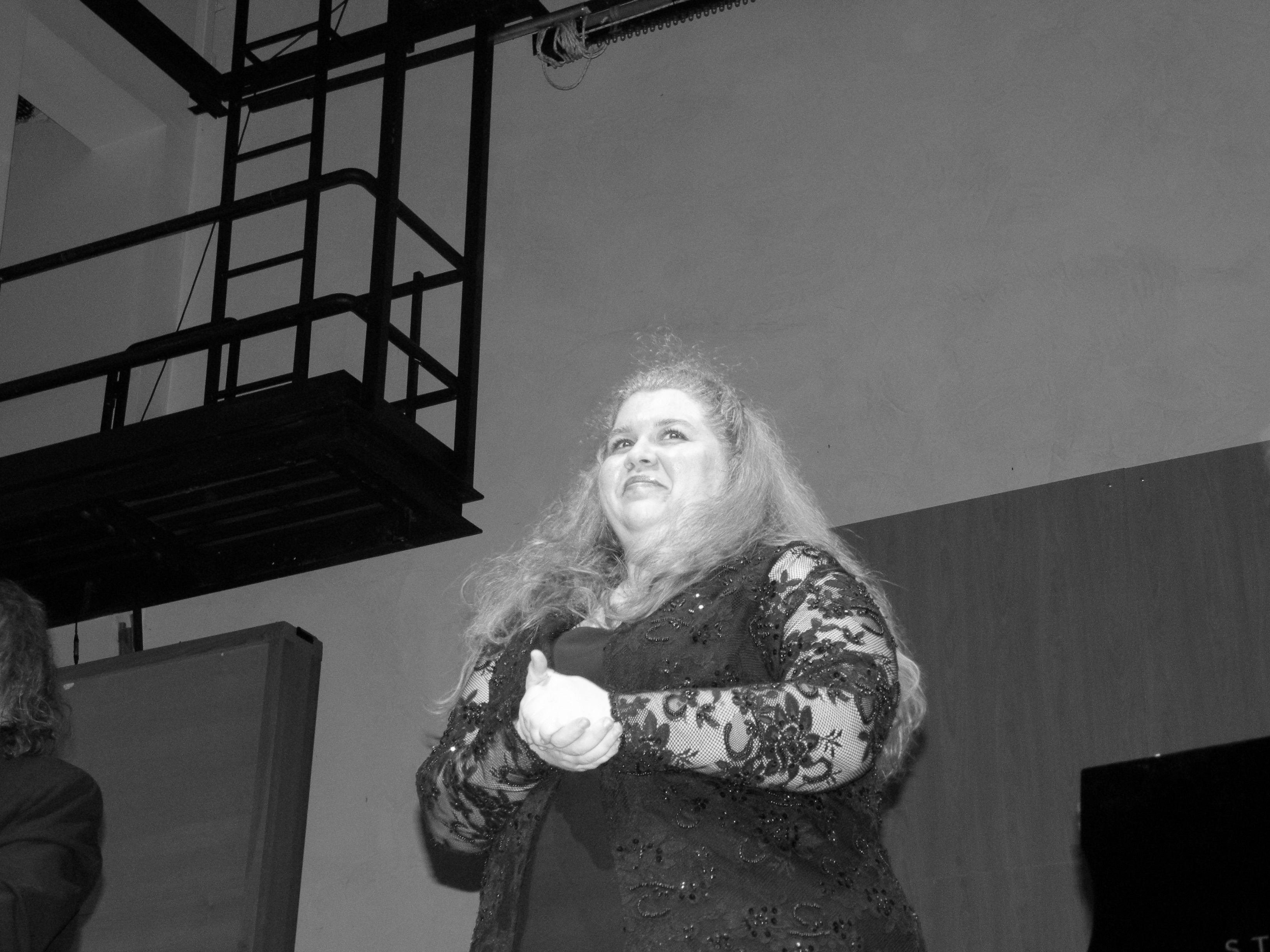
Plamena Mangova tijdens La Folle Journée in Nantes, 2009.

Plamena Mangova (Pleven, 1980) is een Bulgaarse pianiste die de tweede prijs behaalde in de Koningin Elisabethwedstrijd voor piano in 2007.

## Biografie
Mangova  begon haar opleiding bij de Russische Marina Kapatsinskaja aan de Staatsmuziekacademie Pancho Vladigerov in Sofia en gaf vroeg blijk van een uitzonderlijke muzikale begaafdheid. De pianiste  behaalde de eerste prijs op het Internationaal Concours van Stresa en op de Pianowedstrijd van Koshitze, en in 1998 de derde prijs op het Internationaal Pianoconcours Paloma O'Shea van Santander.  Daarop volgde  een concerttournee door Spanje met optredens met talrijke orkesten, onder leiding van dirigenten zoals Jean-Bernard Pommier, Victor Pablo Pérez, Peter Csaba en Milen Nachev.  Ze behaalde de eerste prijs  op het Cantuconcours voor piano en orkest (2002) en op de Internationale Kamermuziekwedstrijd ‘Vittorio Giu’ (2003, met violiste Alissa Margulis).  In 1999 volgde de pianostudie aan de Escuela Superior de Musica ‘Reina Sofia’, bij Dmitri Basjkirov. Ze ontving er de ‘Prijs voor beste kamermuzikante‘ uit handen van de Spaanse koningin. Haar andere leermeesters waren Galina Egiezarova, Claudio-Martinez Mehner, Marta Gulyas en Eldar Nebolsin. Voorts werd haar door Alicia de Larrocha in Andorra de Granadosprijs toegekend.
De pianiste werd in 2003 laureate van de Juventus-stichting in Cambrai (Frankrijk). In juni 2004 nam ze deel aan ‘Carte blanche voor Maxim Vengerov’ in het Amsterdamse Concertgebouw. Ze geeft ook regelmatig masterclasses. Ze volgde sinds 2004 een postgraduaat piano bij de Muziekkapel Koningin Elisabeth onder leiding van Abdel-Rahman El Bacha. 
De pianiste behaalde de tweede prijs, Prijs van de Belgische Federale Regering, in de Koningin Elisabethwedstrijd 2007 (voor piano). Op dit concours speelde zij de sonate van Schubert D537 en het tweede pianoconcert van Liszt. 

## Discografie
- D. Sjostakovitsj: sonate voor piano N°1, 24 preludes op 32. Fuga Libera FUG517.
- S. Prokofjev: het volledig oeuvre voor viool en piano mit Tatiana Samouil. Cypres.
- L. Van Beethoven: Variaties op "La Stessa, La Stessisima", Sonata 23 'Appasionata', zes bagatellen op. 126 Fuga Libera.[1]

- Bibliothèque nationale de France: cb157650177 (data)
- Gemeinsame Normdatei: 132983826
- International Standard Name Identifier: 0000 0000 8158 4183
- Library of Congress Control Number: no2008100988
- MusicBrainz: c1e2123f-d0e9-4b64-a050-f133eabb08dc
- Virtual International Authority File: 78594251
- WorldCat: E39PBJpjdHmXb663KKwcwk3WjC